# داخامونزو
داخامونزو (انگلیسی: Dakhamunzu) یا دَخامونزو نام یک ملکه در مصر باستان بود که از طریق سال‌نامه‌های هیتی به نام «قباله‌های شوپ‌پیلولیوما» شناخته شده است؛ این سال‌نامه‌ها توسط پسر شوپ‌پیلولیومای یکم، یعنی مورشیلی دوم نگاشته شده‌اند. هویت این ملکه هنوز با قطعیت مشخص نشده است و داخامونزو گاه با نفرتیتی، میریت‌آتون یا عنخ‌اسن‌آمون یکی دانسته شده است. شناسایی این ملکه برای تعیین گاه‌شماری مصر و بازسازی رویدادهای دوران پایانی دودمان هجدهم مصر اهمیت دارد.
با این حال، در سال‌های اخیر اشاره شده که داخامونزو ممکن است بازتاب آوایی هیتی از عبارت مصری «تا حِمت نسو» به‌معنای «همسر پادشاه»، باشد و در نتیجه معادل عنوانی چون «ملکه» است. اگر چنین باشد، آنگاه داخامونزو اصلاً یک اسم خاص نیست و در نتیجه نامی رمزآلود برای هیچ‌یک از ملکه‌های یادشده در اینجا نیست، بلکه صرفاً یک عنوان است.
رویدادی در قباله‌های شوپ‌پیلولیوما که داخامونزو در آن نقش دارد، اغلب با عنوان «ماجرای زنانزا» شناخته می‌شود؛ برگرفته از نام شاهزادهٔ هیتی که برای ازدواج با او به مصر فرستاده شد.

## زمینه
ماجرای داخامونزو باید در بستر روابط مصر با دیگر قدرت‌های بزرگ آسیای غربی در نیمهٔ دوم سدهٔ چهاردهم پیش از میلاد بررسی شود؛ به‌طور خاص، در چارچوب رقابت سه‌جانبه برای تحکیم قدرت میان مصر، میتانی و قدرت نوظهور هیتی‌ها تحت فرمانروایی شوپ‌پیلولیومای یکم. در دوران پایانی دوره عمارنه و بلافاصله پس از آن، تقریباً به‌طور کامل به منابع هیتی‌ها برای اطلاعات دربارهٔ این وقایع وابسته‌ایم.
در حالی که هیتی‌ها درگیر جنگ با میتانی بودند، نیروهای مصری به آن‌ها در منطقهٔ کادش حمله کردند؛ منطقه‌ای که به‌تازگی تحت کنترل هیتی‌ها درآمده بود. شوپ‌پیلولیومای یکم با محاصرهٔ هم‌زمان نیروهای میتانی در کارکمیش و فرستادن نیروهایی به منطقهٔ آمکو — که در آن زمان یکی از دولت‌های تابع مصر بود — پاسخ داد. در این مقطع، سال‌نامه‌ها به ما اطلاع می‌دهند که:

[مصری‌ها] ترسیده بودند. و از آن‌جا که سرورشان نیب‌هوروریا نیز مرده بود، ملکهٔ مصر که داخامونزو بود، پیام‌آوری نزد [[[شوپ‌پیلولیومای یکم]]] فرستاد.

## ماجرایزنانزا
سال‌نامه‌ها سپس پیام ملکهٔ بیوهٔ مصر به شوپ‌پیلولیومای یکم را چنین بازگو می‌کنند:

شوهرم مرده است. پسری ندارم. اما دربارهٔ تو می‌گویند که پسرانت بسیارند. اگر یکی از پسرانت را به من بدهی، او شوهرم خواهد شد. هرگز یکی از خدمتکارانم را به همسری نخواهم گرفت. من متاسفم.

چنین پیشنهادی برای ازدواج با یکی از زنان خاندان سلطنتی مصر بی‌سابقه است؛ چنان‌که در مکاتبات آمنهوتپ سوم با یک پادشاه خارجی نیز به‌وضوح آمده است، دادن زنان به عنوان همسر از سوی مصر، روندی یک‌سویه بوده است: «از دیرباز تاکنون، هیچ‌گاه دختری از پادشاه مصر به کسی داده نشده است.» از این رو، شوپ‌پیلولیومای یکم شگفت‌زده و مشکوک می‌شود. سال‌نامه‌ها واکنش او را این‌گونه ثبت کرده‌اند:

چنین چیزی در تمام زندگی‌ام برایم پیش نیامده است!

او که کنجکاو شده، کاخ‌دار و سرپیشخدمت خود را برای بررسی موضوع به مصر می‌فرستد و به او دستور می‌دهد:

برو و حقیقت را برایم بیاور! شاید دارند مرا فریب می‌دهند! شاید آن‌ها در واقع پسری از سرور خود دارند!

در این میان، شوپ‌پیلولیومای یکم محاصرهٔ کارکمیش را به پایان می‌رساند و برای زمستان به پایتختش، خاتوشا بازمی‌گردد. بهار سال بعد، خواجه‌سرایش به همراه پیامی از سوی مصر نزد او بازمی‌گردد و نامهٔ دیگری از ملکه به همراه دارد:

چرا این‌گونه گفتی که شاید دارند «مرا فریب می‌دهند»؟ اگر پسری داشتم، آیا دربارهٔ ننگ خود و کشورم برای سرزمینی بیگانه می‌نوشتم؟ تو حرفم را باور نکردی و چنین چیزی به من گفتی! آن که شوهرم بود، مرده است. پسری ندارم! هرگز یکی از خدمتکارانم را به شوهری نخواهم گرفت! به هیچ کشور دیگری ننوشته‌ام، تنها به تو نامه نوشته‌ام! می‌گویند پسرانت بسیارند؛ پس یکی از پسرانت را به من بده! او برای من شوهر خواهد شد، اما برای مصر پادشاه خواهد بود!

با این حال، شوپ‌پیلولیومای یکم همچنان مشکوک می‌ماند و به پیام‌رسان مصری چنین می‌گوید:

... تو پیوسته از من پسر می‌خواهی، انگار که وظیفه‌ام باشد. او به نوعی گروگان خواهد شد، اما پادشاه نخواهیدش کرد!

با این وجود، پس از مذاکرات بیشتر با پیام‌رسان مصری و بررسی پیمان صلح پیشین میان هیتی‌ها و مصر، شوپ‌پیلولیوما سرانجام می‌پذیرد که یکی از پسرانش را به مصر بفرستد. اما این شاهزاده که زنانزا نام داشت، کشته می‌شود—احتمالاً پیش از آن‌که حتی به مصر برسد. همان‌طور که در سال‌نامه‌ها آمده، هیتی‌ها، مصری‌ها را متهم به این قتل می‌کنند:

آنان چنین گفتند: «مردم مصر زنانزا را کشتند و پیام آوردند: زنانزا مرد!» و هنگامی که [شوپ‌پیلولیوما] خبر کشته شدن زنانزا را شنید، برای او سوگواری کرد و با خدایان چنین سخن گفت: «ای خدایان! من هیچ بدی نکردم، اما مردم مصر این کار را با من کردند و همچنین به مرزهای کشور من نیز حمله کردند.»

این ماجرا باعث واکنش شدید شوپ‌پیلولیوما می‌شود؛ او بار دیگر به منطقهٔ آمکو حمله می‌کند، مصری‌ها را از آنجا بیرون می‌راند و با گروهی از اسیران به خاتوشا بازمی‌گردد.

## پیامدها
سرنوشت نهایی داخامونزو در منابع به‌صراحت بیان نشده است، اما پیش‌نویس نامه‌ای از شوپ‌پیلولیوما ممکن است اندکی روشنی و شفافیت بر این موضوع بیفکند. این نامه خطاب به فرعونی بی‌نام نوشته شده که عموماً آیی (Ay) دانسته می‌شود، و در پاسخ به نامه‌ای از سوی همین فرعون به شوپ‌پیلولیوما نگاشته شده است. از این مکاتبات چنین برمی‌آید که این فرعون پیش از کشته شدن زنانزا به تخت مصر نشسته بود، و شوپ‌پیلولیوما احتمالاً در زمان فرستادن پسرش به مصر، از این تحول دربار مصر بی‌اطلاع بوده است. این فرعون تازه‌به‌تخت‌نشسته ممکن است یکی از خدمتکارانی بوده که داخامونزو برخلاف میل خود به ازدواج او درآمد، یا اینکه اصلاً جای او را بر تخت پادشاهی گرفت — این امر بستگی به هویت دقیق افراد درگیر دارد.
مرگ هر دو تن از شوپ‌پیلولیوما و جانشین بلافصل او، آرنوواندا دوم به‌طور مستقیم پیامد ماجرای زنانزا بود؛ زیرا هر دو قربانی طاعونی شدند که از سوی اسیرانِ به‌همراه‌آورده‌شده از منطقهٔ آمکو به خاتوشا  منتقل شده بود.